# Tuncovec
Tuncovec este o localitate din comuna Rogaška Slatina, Slovenia, cu o populație de 122 de locuitori.